# 群 (軍隊)
群是一種軍事單位編制，通常出現在陸軍，有時也可能是海軍或空軍單位，其規模、職能在各種場合下也會有所不同。
在二戰時的納粹德軍中，群是作為聯合兵種部隊（如步兵、砲兵、裝甲兵等）的戰鬥單位，其規模相異程度很大，小者可為連級部隊、大者可為軍級部隊，但一般相當於營，部隊名稱通常取自群指揮官的姓氏，或是所屬的師。二戰之後的美國國防部用語中，則替「群」一詞制定了兩種不同的意義，一是「由數個營所構成的戰鬥部隊或支援部隊」、二為「編於特定任務的部隊之內、由數架軍用機或艦艇組成的組織」，後者的例子包括航母戰鬥群或航母打擊群。
在亞洲國家的軍隊中，使用「群」此一單位的包括中華民國國軍和日本自衛隊的陸、海、空三大部隊。
中華民國軍隊中的群相當於旅級單位，但通常是各自屬於單一兵種，編制屬性以勤務支援或戰鬥支援的兵科為主，群指揮官通常階級為上校編階。例如：「工兵群」、「化學兵群」、「飛彈群」、「防空群」、「資電群」等，除陸軍、空軍外，海軍陸戰隊也設有戍衛海軍基地的「防空警衛群」。
日本自衛隊則是陸、海、空三部隊均有群的編制存在，但規模並不一致。陸上自衛隊的群介乎聯隊級（團）部隊和大隊級（營）部隊之間，群長的階級是一佐（上校）；海上自衛隊的各個群級部隊則是各種不同職能的艦隊單位，例如「護衛隊群」、「潛水隊群」，群司令的階級是海將補（少將）或一佐（上校）；航空自衛隊的群級部隊等同於西方空軍的大隊，種類包含「飛行群」、「高射群」等，群司令由一佐（上校）或二佐（中校）擔任。